# شانا ماسون
شانا ماسون (بالبرتغالية: Chana Masson) مواليد 18 ديسمبر 1978، هي لاعبة كرة يد برازيلية تلعب كحارس مرمى. مثلت منتخب البرازيل لكرة اليد للسيدات. شاركت في دورة الألعاب الأولمبية الصيفية سنة 2000.

## سجل المنافسة
شاركت في البطولات التالية:
- الألعاب الأولمبية الصيفية 2012
- بطولة العالم لكرة اليد للسيدات 2011

## روابط خارجية
- شانا ماسون على موقع الاتحاد الأوروبي لكرة اليد (الإنجليزية)
- شانا ماسون على موقع اللجنة الأولمبية الدولية (الإنجليزية)
- شانا ماسون على موقع أوليمبيديا (الإنجليزية)